# Graham E. Bell
| Odkryte planetoidy: 57  | Odkryte planetoidy: 57 |
| ----------------------- | ---------------------- |
| (18055) Fernhildebrandt | 11 października 1999   |
| (19619) Bethbell        | 16 sierpnia 1999       |
| (19630) Janebell        | 2 września 1999        |
| (20673) Janelle         | 3 listopada 1999       |
| (21651) Mission Valley  | 19 lipca 1999          |
| (22791) Twarog          | 14 czerwca 1999        |
| (22821) 1999 RS33       | 2 września 1999        |
| (23989) Farpoint        | 3 września 1999        |
| (24265) Banthonytwarog  | 13 grudnia 1999        |
| (24305) Darrellparnell  | 26 grudnia 1999        |
| (24308) Cowenco         | 29 grudnia 1999        |
| (25594) Kessler         | 29 grudnia 1999        |
| (25595) 1999 YD9        | 29 grudnia 1999        |
| (26436) 1999 YV4        | 28 grudnia 1999        |
| (38249) 1999 QJ2        | 24 sierpnia 1999       |
| (38604) 1999 YJ4        | 27 grudnia 1999        |
| (40331) 1999 MS1        | 17 czerwca 1999        |
| (40437) 1999 RU33       | 6 września 1999        |
| (40438) 1999 RV33       | 6 września 1999        |
| (41057) 1999 VU22       | 12 listopada 1999      |
| (42925) 1999 TC6        | 6 października 1999    |
| (43031) 1999 VY25       | 14 listopada 1999      |
| (45178) 1999 XW143      | 13 grudnia 1999        |
| (45253) 1999 YU4        | 28 grudnia 1999        |
| (45255) 1999 YK13       | 31 grudnia 1999        |
| (49300) 1998 VZ5        | 13 listopada 1998      |
| (49705) 1999 VC19       | 11 listopada 1999      |
| (49976) 1999 YR4        | 28 grudnia 1999        |
| (49977) 1999 YS4        | 28 grudnia 1999        |
| (59803) 1999 QH2        | 22 sierpnia 1999       |
| (59829) 1999 RZ32       | 7 września 1999        |
| (60268) 1999 XU38       | 6 grudnia 1999         |
| (74595) 1999 QP         | 20 sierpnia 1999       |
| (75013) 1999 UJ4        | 29 października 1999   |
| (75071) 1999 VB19       | 11 listopada 1999      |
| (75076) 1999 VE22       | 12 listopada 1999      |
| (75551) 1999 YL4        | 27 grudnia 1999        |
| (85877) 1999 CD8        | 13 lutego 1999         |
| (91529) 1999 RL193      | 13 września 1999       |
| (91903) 1999 VA19       | 10 listopada 1999      |
| (101615) 1999 CD9       | 14 lutego 1999         |
| (102218) 1999 TA6       | 5 października 1999    |
| (102219) 1999 TB6       | 6 października 1999    |
| (102625) 1999 VX27      | 15 listopada 1999      |
| (121072) 1999 DP3       | 17 lutego 1999         |
| (121184) 1999 NH        | 5 lipca 1999           |
| (121764) 1999 YH13      | 31 grudnia 1999        |
| (137812) 1999 YU14      | 31 grudnia 1999        |
| (148186) 2000 BG        | 16 stycznia 2000       |
| (181886) 1999 RP32      | 9 września 1999        |
| (185753) 1999 RM193     | 13 września 1999       |
| (192591) 1999 CE8       | 13 lutego 1999         |
| (216935) 1999 RJ43      | 13 września 1999       |
| (231776) 1999 XM127     | 10 grudnia 1999        |
| (326317) 1999 VN23      | 13 listopada 1999      |
| (350344) 2012 UQ105     | 6 listopada 1999       |
| (607140) 1999 SQ28      | 21 września 1999       |
| 1.                      |                        |

Graham E. Bell – amerykański astronom amator.
Obserwacje prowadzi w obserwatorium Farpoint w Eskridge (Kansas) należącym do amatorskiego stowarzyszenia NEKAAL (Northeast Kansas Amateur Astronomers League). W latach 1998–2000 odkrył 57 planetoid, w tym 7 samodzielnie oraz 50 z Garym Hugiem. Bell i Hug odkryli także wspólnie kometę 178P/Hug-Bell, za co otrzymali nagrodę Edgar Wilson Award w 2000 roku.